# 槟榔祭
《槟榔祭》是流传于广西上林县的一则民间故事。故事讲述古时有兄弟俩，父母早亡，因为家贫，只好卖身为奴。后来，弟弟在他乡被人收养为婿。弟弟不忘穷困的哥哥，择定完婚吉日后，便派人去请哥哥来赴宴。因为路途遥远，哥哥在半路中瘴病而亡。弟弟闻报，捶胸痛哭道:“是我疏忽，未叫人带mak langz（槟榔），致使我哥中瘴而亡啊!”于是他带上槟榔，到哥哥死亡的地方去，用槟榔祭奠哥哥的亡灵，哭倒在哥哥的坟前。哥哥托梦给弟弟说:“我命本贱，死不足惜，但惜不能亲贺弟婚啊。今后请人庆吊，应先送上mak langz，免得后人又像这样死在半路之上。”从那以后，人们凡请庆吊，都以槟榔为信礼，没有槟榔，人们便不赴会。